# 天徳寺 (福井県若狭町)
天徳寺（てんとくじ）は、福井県三方上中郡若狭町にある高野山真言宗所属の寺である。山号は宝篋山。名水瓜割の滝を擁する。

## 起源
天徳寺縁起によれば、今からおよそ1300年前の養老年間、加賀・白山を開いた泰澄大師が当地宝篋ケ嶽に上り、馬頭観音像一躯を刻んで山腹の岩窟に安置し去ったことを以て寺の起こりとしている。縁起によれば、泰澄の開山から200年を経た天暦年間、この馬頭観音が岩上にあって七日七夜奇瑞を示現したため、元真僧都が急ぎ草堂に移した。観音の霊異は天聴に達し、時の村上天皇は宣旨を下して堂宇の建立に着手。天徳元年、七間四面の観音堂が成り、遅れて食堂、鐘楼、大門等が竣工し七堂伽藍を具備。次いで村上天皇より斎田二十町歩が寄進され、正治2年北条政子が源頼朝の菩提を祈る法華堂を建立寄進した等々と伝えている。爾来、本尊馬頭観音所在に約して山号を宝篋山とし、村上天皇治世の元号になぞらえて天徳寺と称すようになったという。
起源を、門前の湧き水の水神に対する強い信仰によるものとする説もある。すなわち、水源地である水の森に祀る水神（ここでは不動明王）に対する近郷の信仰は篤く、旱魃の際に近郷こぞって雨乞いの祈願をした記事がいくつかの史書に見えることからも水神信仰に起源をおいたことは明らかというものである（和歌森太郎編『若狭の民俗』）。

## 瓜割の滝
上記の水とは、境内の杉や檜の群立する通称水の森と呼ばれる一角に湧く冷水のことで、昭和60年、当時の環境庁が全国名水百選に選定した「瓜割の滝」である。この冷たい湧き水を瓜割清水と呼び、それが滝のように落ちるから総体に瓜割の滝と呼んでいる。江戸・元禄期に小浜藩から出た『拾椎雑話』という地誌書に「天徳寺門前に岩窟より湧出する清泉あり。此所を水の森といふ。夏の日には其の冷なること氷のごとく、水中の小石を十拾い取るものなし。瓜ひやし置かはおのつから破るに俗に瓜割水と呼」とあり、古来、この水がいかに冷たい水として周辺地域に知られていたかが窺える。
和歌森太郎編『若狭の民俗』によれば「この湧き水を中心に寺が出来、ムラが出来た」という。それによれば、「天徳寺の所在地が、村氏神の岩上神社発祥の地、水の森に近く、集落を足下に控える渓口に位置し、かつその寺名を集落の名称としているところから、この寺が集落成立の草分け的役割を担った」という。

## 四国八十八ケ所石仏
瓜割の滝上方の山道を100メートルほど進んだところに四国八十八ケ所石仏霊場がある。ここは江戸・文化年間、時の住持本如上人が空海（弘法大師）の夢告を受け造営したもので、佐渡島で彫られた石像88体が安置されている。かつて若狭から出た作家水上勉はその随想集の中で「石仏で名高い天徳寺。石仏は石段をあがりつめた山腹だが、四国八十八ケ所石仏といわれている。（中略）枝の混んだ杉、檜の木の木もれ陽の中で、静かに正座しておられる石仏をみていると、暗い奥山だけに、幽邃である。天徳寺は、また湧き水で名高い水の森があり、この石仏群のしじまのへ水音はきこえてくる。若狭は、やはり仏の国だと思う」と言った（『若狭路』）。